# John Wilmot (2e comte de Rochester)
Pour les articles homonymes, voir Wilmot et Rochester.
 (décembre 2019).
Si vous disposez d'ouvrages ou d'articles de référence ou si vous connaissez des sites web de qualité traitant du thème abordé ici, merci de compléter l'article en donnant les références utiles à sa vérifiabilité et en les liant à la section « Notes et références ».
John Wilmot, deuxième comte de Rochester (né le 1er avril 1647 - mort le 26 juillet 1680) est un poète, dramaturge et libertin anglais. Ami proche du roi Charles II d'Angleterre, il est l'auteur de nombreuses satires, de poèmes soit lyriques soit philosophiques et de quelques pièces licencieuses.

## Biographie
Rochester est né à Ditchley, dans l'Oxfordshire. La mère de Rochester, Anne John St. John, protestante, est une partisane des parlementaires au cours de la Première révolution anglaise, et incline à un certain puritanisme. Son père Henry Wilmot, royaliste d'origine anglo-irlandaise et alcoolique notoire, a été fait comte de Rochester en 1652 en récompense des services militaires accomplis au nom de Charles II pendant l'exil de ce dernier, sous Oliver Cromwell. Henry Wilmot meurt en 1658, deux ans avant la Restauration anglaise.
John Wilmot, après avoir obtenu le titre de Master of Arts au Wadham College d'Oxford et accompli, comme plusieurs aristocrates britanniques, son Grand Tour en Europe de 1662 à 1664, il s’engagea à deux reprises comme volontaire dans la marine pour participer à la deuxième guerre anglo-néerlandaise pendant l’été 1665. Il épousa le 29 janvier 1667 à la chapelle royale de Whitehall une héritière dénommée Elizabeth Malet, mais eut de nombreuses maîtresses, dont l'actrice Elizabeth Barry qu'il rencontra vers 1673 et dont il prit en charge la carrière. Rochester fut un personnage incontournable du monde littéraire et de la cour royale sous la Restauration anglaise. Proche de Charles II, il fut un grand protecteur des arts et des lettres. Il fut notamment le protecteur du poète John Dryden et du dramaturge Elkanah Settle. Peu avant de mourir à l'âge de 33 ans, de maladies vénériennes combinées à l'alcoolisme selon les récits traditionnels, d’insuffisance rénale selon d'autres, la légende veut que le comte libertin se soit réconcilié avec la foi religieuse, grâce aux efforts de l'évêque Gilbert Burnet.

## Œuvres
C'est en 1999 qu'a lieu la publication aux Presses Universitaires d’Oxford du premier corpus fiable de l’œuvre complète de ce poète de la Restauration anglaise. Le Professeur Harold Love de l'université de Monash en Australie et son équipe établissent une édition variorum qui devient presque immédiatement la nouvelle édition de référence des œuvres du poète, The Works of John Wilmot, Earl of Rochester.
L'œuvre apparaît ainsi beaucoup moins licencieuse, expurgée de bien des pièces dont on attribua trop longtemps, pour des raisons mercantiles, la paternité à Rochester. La pièce Sodom ou la quintessence de la débauche, n'est pas, selon toute vraisemblance, de Rochester. La légende, en partie fantasmée, du grand débauché se prolonge jusqu'à nos jours. Le 16 décembre 2004, un exemplaire de Sodome (considéré comme la première œuvre imprimée pornographique au monde) est vendue à Sotheby's pour 45 600 livres sterling. En 2004, Johnny Depp campe un Rochester plus hollywoodien que réel, dans le film Rochester, le dernier des libertins.
C'est en 2009 que paraît la première traduction française des œuvres complètes de Rochester dans une édition bilingue et critique : Florence Lautel-Ribstein, John Wilmot, comte de Rochester (1647-1680) : Œuvres, Oxford : Peter Lang.
Rochester excelle dans la veine satirique. Les satires les plus célèbres de Rochester sont A Letter from Artemiza in the Towne to Chloe in the Country et A Satyre against Reason and Mankind. Toutes deux dénoncent la folie humaine sous des formes variées.
On lui doit aussi des libelles et une tragédie fustigeant l'absolutisme, Lucina’s Rape Or The Tragedy of Vallentiniann, représentée devant le Roi pour la première fois en 1684.
Mais c'est surtout comme poète qu'il reste à la postérité : auteur de dialogues d'amour, d'élégies d'amour, de chansons d'amour et de chansons libertines, son œuvre s'inscrit essentiellement dans une veine lyrique et pastorale teintée de scepticisme et d'interrogations sur la fuite inexorable du temps ("All my past Life is mine no more..." dans le poème Love and Life), et sur la mort ("After death nothing is and nothing death" dans Nothing. Certains poèmes ou chansons, à coloration baroque de par leur recherche stylistique expérimentale du discontinu, sont de véritables tours de force de rhétorique néo-classique, tout en restant empreints de poéticité :

« My dear Mistris has a heart,

Soft as those kind looks she gave me,

When with Love’s resistless Art,

And her eyes she did inslave me;

But her Constancy’s so weak,	

She’s so wild and apt to wander,

That my Jealous heart wou’d break,

Should we live one day asunder.

Ma chère maîtresse au tendre cœur,

Comme ses regards étaient amènes

Quand par l’amour et tous ses leurres,

Ses yeux me soumirent à la chaîne.

Mais sa constance est si ténue,

Elle si volage, prompte à s’égarer,

Mon cœur jaloux serait rompu

D’en être, fût-ce un jour, séparé.

(traduction Florence Lautel-Ribstein) »

## Critiques
Rochester n'a pas manqué d'admirateurs prestigieux. Daniel Defoe, notamment, le citait souvent et en abondance. Voltaire appréciait  les satires du comte pour « l'énergie et le feu » qui s'en dégagent, et en traduisit quelques extraits en français pour « montrer l'imagination brillante dont seule sa seigneurie pouvait s'enorgueillir »;  il lui consacre la plus grande partie d'une de ses Lettres philosophiques (la vingt-et-unième) ou Lettres anglaises (Bâle, 1724). Goethe cita parfois Rochester, en anglais dans le texte. William Hazlitt estime enfin que « ses vers coupent et scintillent comme du diamant », et que « son mépris pour tout ce que les autres respectent tient du sublime ».

## Éditions
- John Hayward (dir.), The Collected Works of John Wilmot, Earl of Rochester, The Nonesuch Press, 1926.
- Quilter Johns (dir.), The Poetical Works of John Wilmot, Earl of Rochester, The Nonesuch Press, 1933.
- Harry Levin (dir.), A Satire against Mankind and Other Poems by John Wilmot, Earl of Rochester, New Directions, 1942.
- Ronald Duncan (dir.), Selected Lyrics and Satires of John Wilmot, 2nd Earl of Rochester, Forge Press, 1948
  - réédition : Edward Hulton (dir.), 1959.
- James E. Thorpe, Rochester’s Poems on Several Occasions, Princeton : Princeton University Press, 1950 (facsimilé de l’édition de 1680).
- Vivian de Sola Pinto (dir.) Poems by John Wilmot, Earl of Rochester, Routledge and Kegan Paul, 1953
  - Harvard University Press, 1964.
- David M. Vieth (dir.) The Complete Poems of John Wilmot, Earl of Rochester, Yale University Press, 1968.
- David Brooks (dir.), Lyrics and Satires of John Wilmot, Earl of Rochester, Hale and Iremonger, 1980.
- Paul Hammond (dir.), Selected Poems : John Wilmot, Earl of Rochester, Classical Press, 1982.
- Keith Walker (dir.), The Poems of John Wilmot, Earl of Rochester , Basil Blackwell, 1984.
- Paddy Lyons, Complete Poems and Plays, J. M. Dent, 1993.
- Frank H. Ellis (dir.), John Wilmot, Earl of Rochester : The Complete Works, Penguin Books, 1994.
- Harold Love (dir.), The Works of John Wilmot, Earl of Rochester, Oxford : Oxford University Press, 1999.
- Florence Lautel-Ribstein (dir. et trad.), John Wilmot, comte de Rochester (1647-1680) : Œuvres, Oxford : Peter Lang, 2009.

## Dans la culture
- Rochester, le dernier des libertins, film sur la vie de John Wilmot, incarné par Johnny Depp.